# Lucjany (wieś)
Lucjany (lit. Liucionys) – wieś na Litwie, w okręgu wileńskim, w rejonie wileńskim, w gminie Niemenczyn, nad Wilią.
Znajduje tu się jaskinia, będąca geologicznym pomnikiem przyrody.

## Historia
W dwudziestoleciu międzywojennym leżały w Polsce, w województwie wileńskim, w powiecie wileńsko-trockim, w gminie Niemenczyn. W 1931 miejscowość liczyła 80 mieszkańców, zamieszkałych w 12 budynkach.
Po II wojnie światowej w granicach Związku Sowieckiego. Od 1991 na niepodległej Litwie.

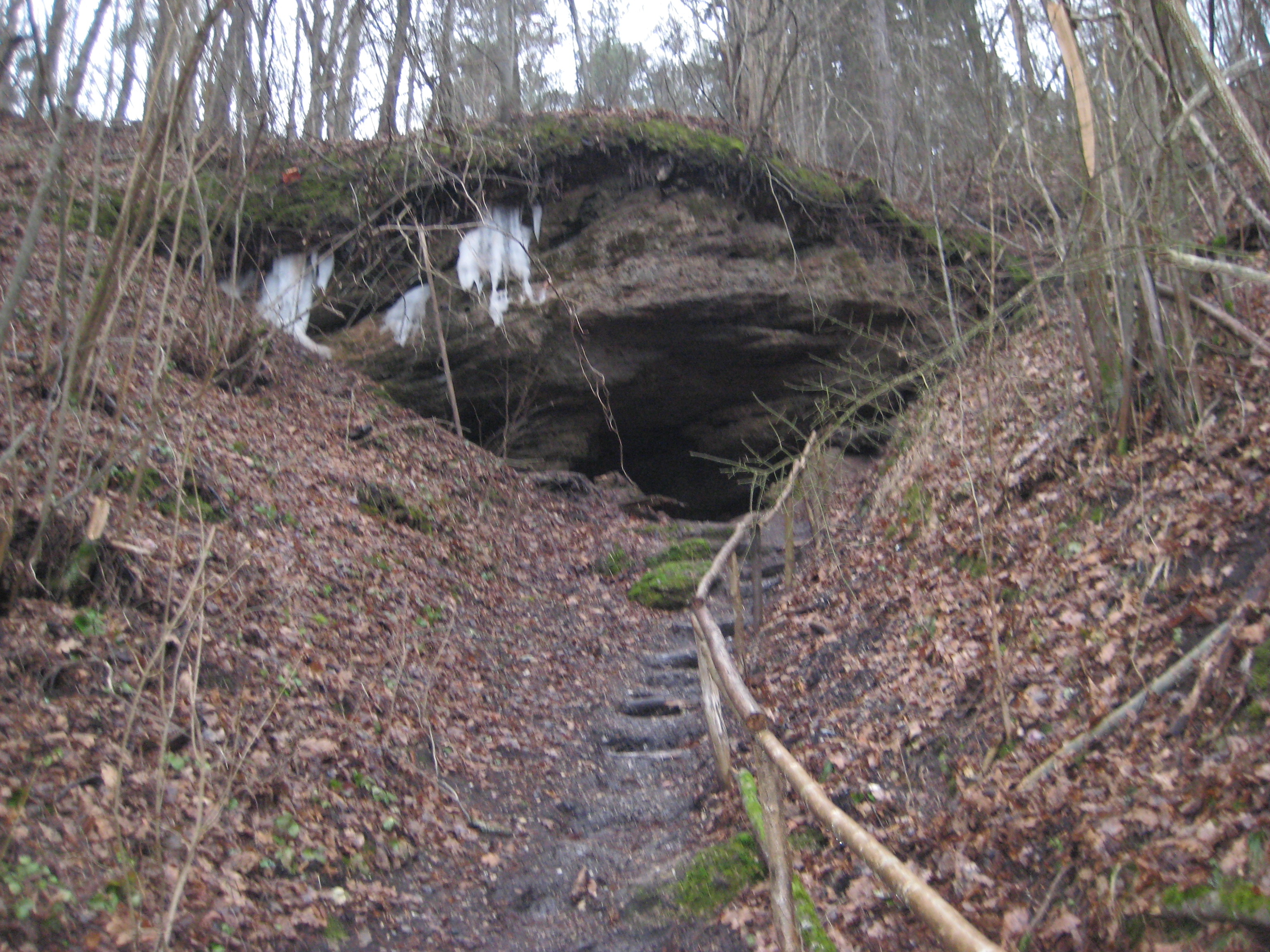
jaskinia w Lucjanach